# Ceraticelus tumidus
Ceraticelus tumidus är en spindelart som beskrevs av Bryant 1940. Ceraticelus tumidus ingår i släktet Ceraticelus och familjen täckvävarspindlar.
Artens utbredningsområde är Kuba. Inga underarter finns listade i Catalogue of Life.